# Charles Millon
Charles Millon (Belley, 12 novembre 1945) è un diplomatico e politico francese dell'Unione per la Democrazia Francese (UDF), tra le altre cose, deputato all'Assemblea nazionale, presidente del Consiglio regionale del Rodano-Alpi dal 1988 al 1999, ministro della difesa tra il 1995 e il 1997 e ambasciatore presso l'Organizzazione delle Nazioni Unite per l'alimentazione e l'agricoltura (FAO) a Roma dal 2003 al 2007.

## Biografia

### Formazione, sindaco e deputato all'Assemblea nazionale
Millon completò gli studi al Lycée Lamartine nella sua città natale, Belley, e al Sainte-Marie Lyon. Iniziò poi a studiare giurisprudenza ed economia all'Università di Lione, conseguendo la Licence de sciences économiques e il Diplôme d'études supérieures de sciences économiques (DESS). Durante gli studi, si unì al circolo anticomunista di Charles Péguy, fondato dal professore di biologia Michel Delsol, e lì incontrò la sua futura moglie, la futura storica, filosofa e scrittrice Chantal Delsol, figlia dell'erpetologo e biologo evoluzionista Michel Delsol. Nel 1970, fondò lo studio legale Delsol-Millon-Gariazzo a Lione con il cognato Jean-Philippe Delsol e un altro socio, per il quale lavorò come consulente legale e fiscale.
Millon iniziò la sua carriera politica nella politica locale quando fu eletto sindaco di Belley nel 1977, succedendo a Charles Vulliod del partito Divers gauche. Mantenne questa carica per 24 anni. Il 19 marzo 1978, Millon fu eletto per la prima volta all'Assemblea nazionale come candidato dell'Unione per la Democrazia Francese (UDF) e ricoprì la carica di rappresentante del dipartimento dell'Ain fino al 1° giugno 1995. Fu anche consigliere regionale del Rodano-Alpi dal 1978 al 2003 e consigliere generale dell'Ain dal 1985 al 1988.
Nel 1982, Millon si candidò alla guida del Partito Repubblicano, una delle componenti della coalizione UDF, ma fu sconfitto da François Léotard, con il quale in seguito ebbe una lunga rivalità. Durante la VIII legislatura, Millon fu vicepresidente dell'Assemblea nazionale dal 4 aprile 1986 al 14 maggio 1988 e durante questo periodo fu anche membro della Commissione per il diritto costituzionale, la legislazione e l'amministrazione generale della Repubblica (Commission des lois constitutionnelles, de la législation et de l'administration générale de la République).

### Presidente del Consiglio regionale, capogruppo parlamentare e ministro della difesa
Nel 1988, succedette al suo collega di partito Charles Béraudier come presidente del Consiglio regionale del Rodano-Alpi, carica che mantenne per undici anni. All'Assemblea nazionale, fu membro della Commissione per gli affari esteri (Commission des affaires étrangères) dal 23 giugno 1986 al 9 giugno 1995, e anche relatore del bilancio dal luglio 1988 all'ottobre 1989. Il 23 giugno 1989, Millon sostituì Jean-Claude Gaudin come presidente del gruppo parlamentare UDF all'Assemblea nazionale, carica che mantenne fino al 18 maggio 1995, quando gli succedette Gilles de Robien.
Il 18 giugno 1995, Millon si dimise dall'Assemblea nazionale dopo essere stato nominato ministro della difesa  nel primo governo Juppé il 18 maggio 1995. Ricoprì nuovamente la carica nel secondo governo Juppé dal 7 novembre 1995 al 2 giugno 1997. Dopo che François Léotard fu rieletto leader del Partito Repubblicano, Millon (insieme a sei deputati) lasciò il partito, ma rimase un membro diretto dell'alleanza UDF. Nelle elezioni del 1° giugno 1997, Millon è stato rieletto deputato all'Assemblea nazionale, questa volta fino alle sue dimissioni, il 17 aprile 2001. Nell'XI legislatura, diventato nuovamente membro della Commissione per gli affari esteri dal 13 giugno 1997 e al 29 settembre 2000 e poi membro della Commissione per la difesa nazionale e le forze armate (Commission de la défense nationale et des forces armées) dal 23 settembre 2000 al 17 marzo 2001.
Durante le elezioni regionali del marzo 1998, la rielezione di Millon a presidente della regione Rodano-Alpi fu resa possibile anche dal Front National (FN) di estrema destra: il campo borghese aveva solo 60 dei 157 seggi nel consiglio regionale (lo stesso numero del Blocco di Sinistra), e il FN contribuì con voti decisivi a fornire una maggioranza. Ciò portò a controversie all'interno dell'UDF con una conseguente scissione. La maggioranza UDF condannò le azioni di Millon e lo espulse dall'alleanza. Fondò quindi il suo piccolo partito chiamato La Droite (La Destra). Nel gennaio 1999, il consiglio regionale votò per la destituzione di Millon e la sua sostituzione con Anne-Marie Comparini, che continuò a far parte dell'UDF. Nell'ottobre 1999, La Droite cambiò il suo nome in Droite Libérale-Chrétienne (DLC).  
Dopo aver lasciato il parlamento, Millon è diventato consigliere municipale di Lione nel 2001 e anche consigliere metropolitano per la stessa città, ricoprendo entrambi i mandati fino al 2008. È stato inoltre ambasciatore presso l'Organizzazione delle Nazioni Unite per l'alimentazione e l'agricoltura (FAO) a Roma dal 2003 al 2007.